# Daniel Boone (film 1907)
Daniel Boone è un cortometraggio muto del 1907 diretto da Wallace McCutcheon e da Edwin S. Porter. Florence Lawrence cominciò a lavorare all'Edison Manufacturing Company perché, sapendo cavalcare, venne scelta per il ruolo della figlia di Boone.
Fu l'unico film girato da William Craven.
Il film ripercorre le vicende di Daniel Boone. Boone è stato un esploratore statunitense, famoso per le sue esplorazioni nel Kentucky. Sua figlia Jemina venne rapita insieme a due altre ragazze il 14 luglio 1776 da un gruppo di indiani. Boone e i suoi si misero sulle tracce dei rapitori e riuscirono a salvare le ragazze dopo due giorni di inseguimento. Questo episodio, il più famoso nella vita di Boone, ispirò James Fenimore Cooper, per il suo romanzo L'ultimo dei Mohicani.

## Produzione
Il film fu prodotto dalla Edison Manufacturing Company e fu girato negli Edison Studio di New York City l'11 dicembre 1906.

## Distribuzione
Distribuito dalla Edison Manufacturing Company, il film - un cortometraggio in una bobina girato nel 1906 - uscì nelle sale degli Stati Uniti il 3 gennaio 1907. Copia del film esiste ancora, conservata all'UCLA Film and Television Archives.

### Data di uscita
IMDb
- USA	3 gennaio 1907

Alias
- Daniel Boone    USA (titolo originale)
- Daniel Boone; or, Pioneer Days in America	USA (titolo alternativo)

## Altre versioni cinematografiche
La storia di Daniel Boone è stata portata sullo schermo numerose volte, insieme al personaggio del famoso esploratore, presente in molti western:
- Daniel Boone, interpretato da William Craven (1907)
- Daniel Boone's Bravery interpretato da George Melford (1911)
- In the Days of Daniel Boone di William James Craft, interpretato da Charles Brinley (1923)
- Daniel Boone di Claude Mitchell, interpretato da Elmer Grandin (1923)
- Daniel Boone Thru the Wilderness di Robert N. Bradbury, interpretato da Roy Stewar (1926)
- The Great Meadow di Charles Brabin, interpretato da John Miljan (non accreditato) (1931)
- The Miracle Rider di B. Reeves Eason, Armand Schaefer interpretato da Jay Wilsey   (1935)
- I diavoli rossi (Daniel Boone) di David Howard interpretato da George O'Brien (1936)
- La fortuna è femmina (Lady Luck) di Edwin L. Marin, interpretato da Russell Simpson  (1946)
- Young Daniel Boone  di Reginald Le Borg, interpretato da David Bruce  (1950)
- La lunga valle verde (Daniel Boone, Trail Blazer) di Albert C. Gannaway, Ismael Rodríguez, interpretato da Bruce Bennett   (1956)
- Daniel Boone, l'uomo che domò il Far West (Daniel Boone: Frontier Trail Rider) di George Sherman, interpretato da Fess Parker (1966)